# Dawes (cràter)
|  | Aquest article tracta sobre un cràter lunar. Si cerqueu un cràter marcià, vegeu «Dawes (cràter marcià)». |

Dawes és un cràter d'impacte de la Lluna, anomenat així en honor de l'astrònom britànic William Rutter Dawes. Es troba en la regió situada entre la Mare Serenitatis i la Mare Tranquilitatis. Al sud-oest apareix el cràter més gran Plinius, i al nord-est els contraforts del Mons Argaeus.

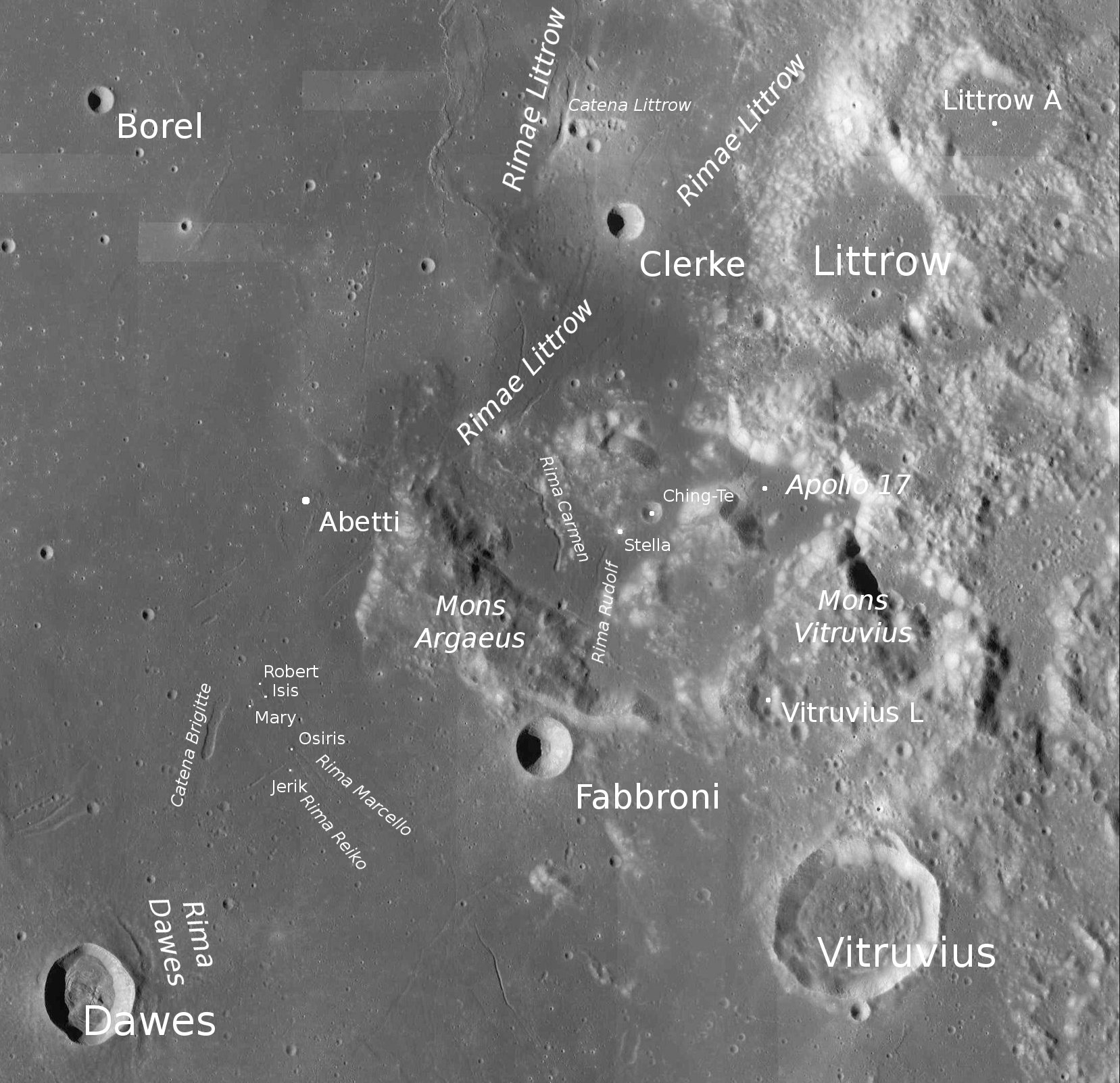
Localització de Dawes (part inferior esquerra)
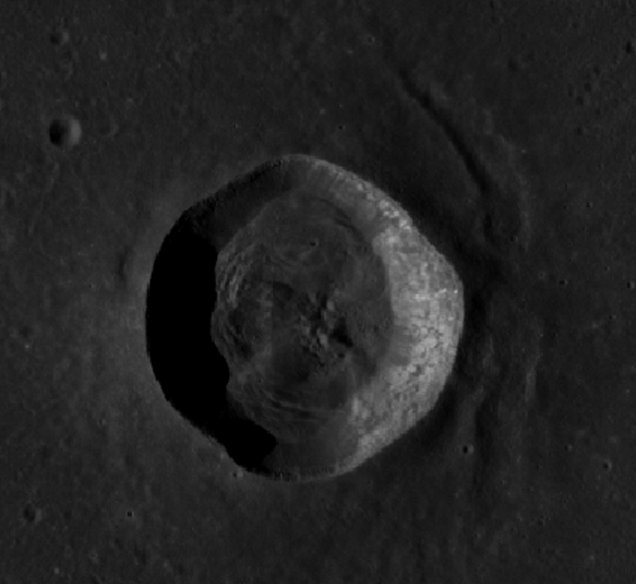
Fotografia del Lunar Reconnaissance Orbiter
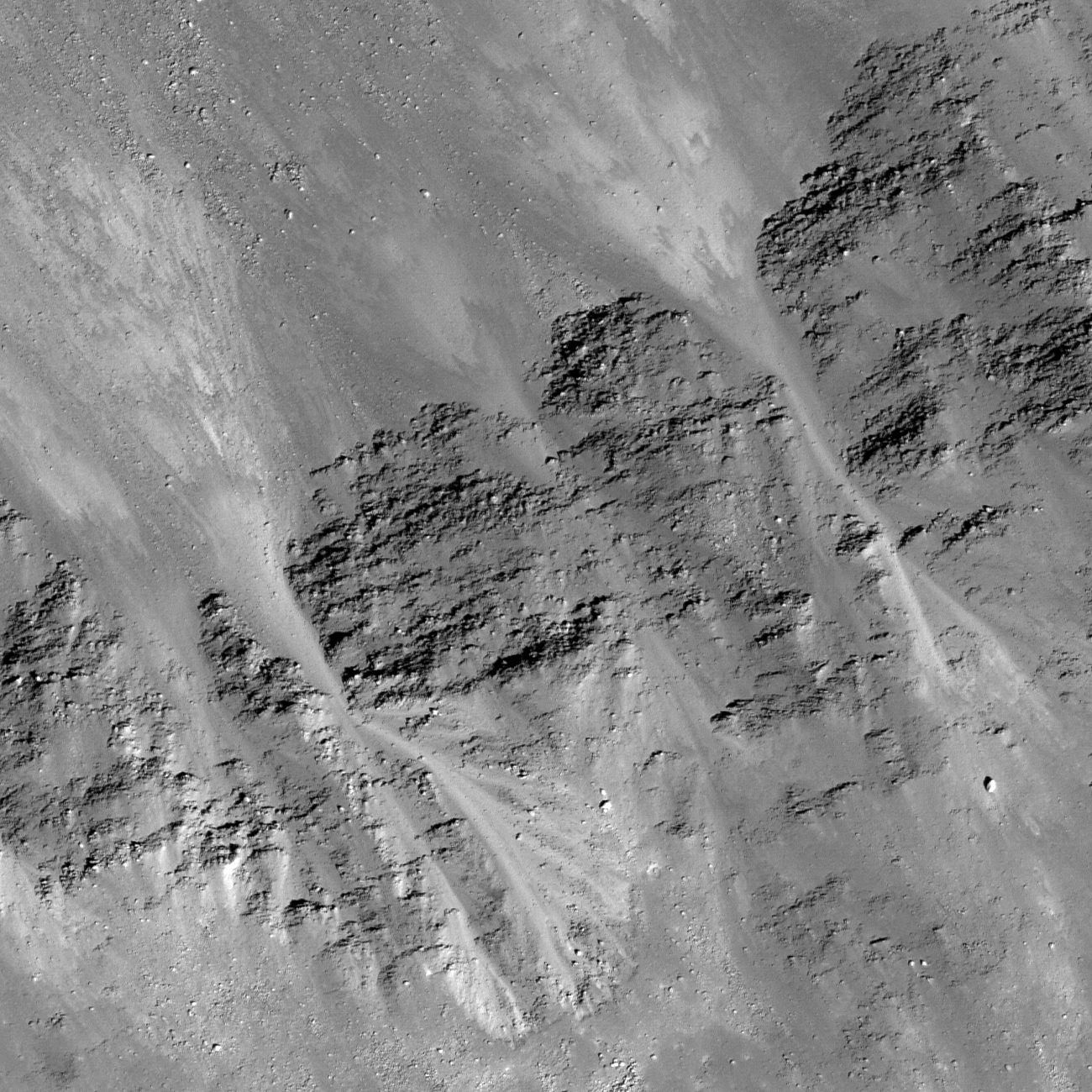
Detall de la zona del cràter amb aspecte de barrancs. Fotografia de la missió LRO

Es tracta d'un cràter circular amb una vora esmolada, amb un perímetre ovalat lleument aixamfranat. Té una lleugera elevació en el centre, amb una marca longitudinal d'un material una mica més fosc que està gairebé cobert per la superposició dels dipòsits d'un remolí d'un material semblant. Gran part dels dipòsits es deuen a caigudes o als efectes del replegament del terreny. Les parets interiors tenen una gran pendent i estan lliures de l'erosió provocada per impactes posteriors.
En l'examen detallat d'aquest cràter s'han localitzat el que semblen ser buits i canals al llarg de la vora interior. Es planteja la hipòtesi que impactes micrometeorítics en la vora van poder desencadenar esllavissades de materials solts, que produeixen una aparença similar a barrancs. Un fenomen similar pot ser responsable del característic aspecte de la vora interior d'alguns cràters marcians.